# Ostap Semerak

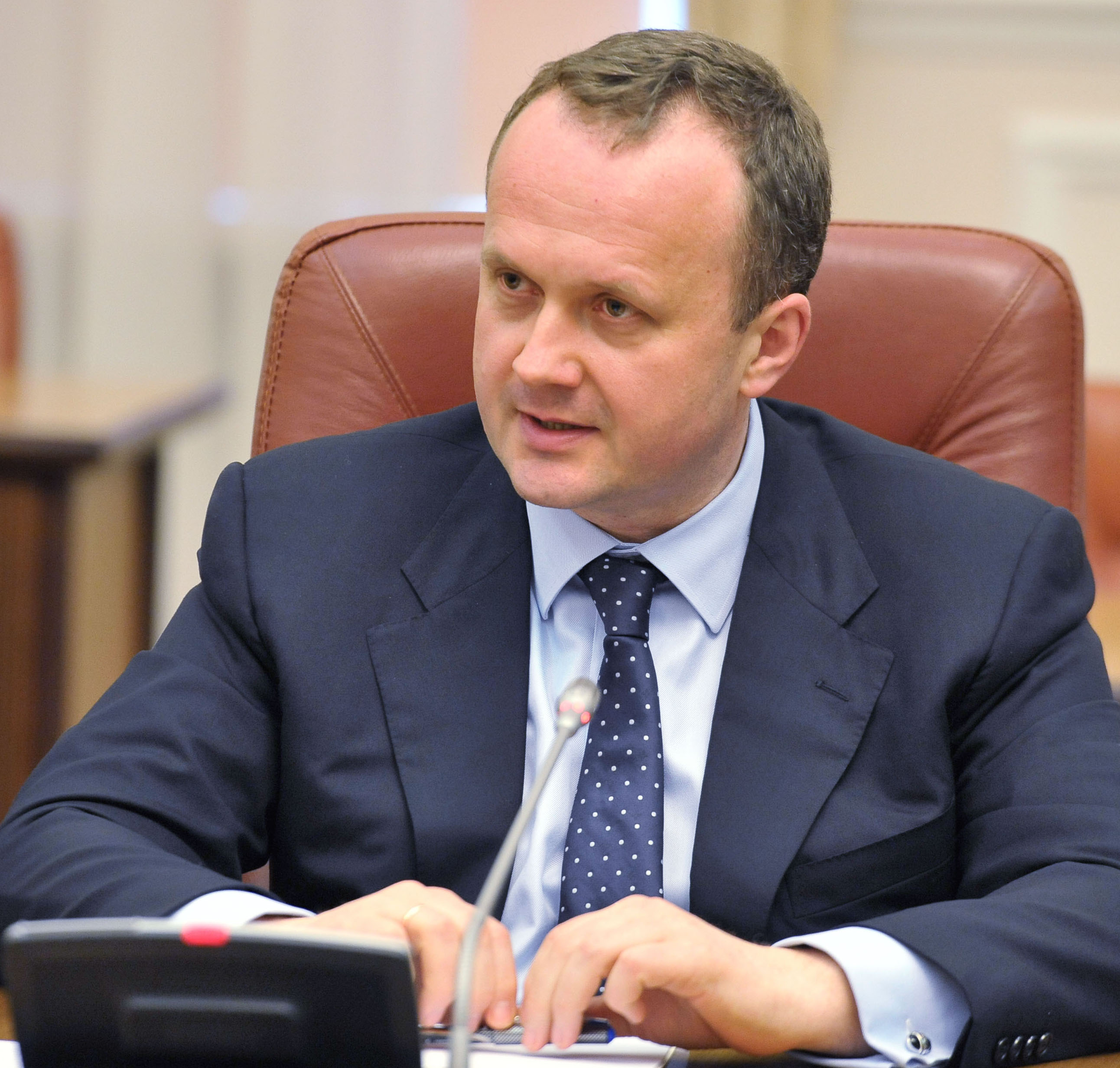
Ostap Semerak Mai 2014

Ostap Mychailowytsch Semerak (* 27. Juni 1972 in Lwiw, Ukrainische SSR) ist ein ukrainischer Politiker. Vom 14. April 2016 bis zum 29. August 2019 war er Minister für Ökologie und Naturressourcen der Ukraine.

## Leben
Semerak kam 1972 als Sohn von Mychailo Mychailowytsch Semerak (* 1940) Leiter der Fakultät für Thermodynamik und Physik der Staatlichen Pädagogischen Universität Lwiw für Sicherheit von Lebensfunktionen und Stefanija Wassylijiwna (* 1948), Ökonomin im westukrainischen Lwiw (Lemberg) zur Welt.
Zwischen 1989 und 1994 studierte Semerak Physik an der Iwan-Franko-Universität in Lwiw und war ein aktives Mitglied der Studentenbewegung sowie Mitglied der Bruderschaft der Universität Lwiw. 1990 nahm er am Studentenhungerstreik auf dem Platz der Unabhängigkeitsplatz in Kiew teil.
Von 1992 bis 1998 studierte er Politikwissenschaft an der Kiewer Mohyla-Akademie und war dort Mitbegründer und stellvertretender Vorsitzender der Universitätsbruderschaft.
1998 war er Sekretariatsleiter der parlamentarischen Fraktion der Partei Reformen und Ordnung (Реформи і порядок, PRP) unter Parteichef Wiktor Pynsenyk.
Im März 1998 war auf Listenplatz 22 der PRP Kandidat zum Abgeordneten der Werchowna Rada und dort Mitglied im Haushaltsausschuss.
2002 wurde er Leiter des Sekretariats der Parlamentsfraktion Unsere Ukraine und ab 2005 auf selben Posten für die Partei Reformen und Ordnung.
Von August 2006 bis November 2007 war Semerak stellvertretender Leiter der staatlichen Kiewer Gebietsverwaltung für Innenpolitik und Öffentlichkeitsarbeit.
Am 23. November wurde er für den Blok Juliji Tymoschenko Abgeordneter der Werchowna Rada und blieb dies bis zum 12. Dezember 2012. Bei der
Parlamentswahl in der Ukraine 2012 trat er erfolglos auf Listenplatz 76 der Partei Vaterland an.
Bei der Parlamentswahl im Herbst 2014 wurde er über Listenplatz 33 der Partei Volksfront wieder Parlamentsabgeordneter.
Vom 27. Februar 2014 bis zum 2. Dezember 2014 war er im ersten Kabinett Jazenjuk Minister beim Ministerkabinett.
Nach einer Kabinettsumbildung am 14. April 2016 löste er Hanna Wronska, die das Amt seit Februar 2016 kommissarisch führte, als Minister für Ökologie und Naturressourcen im Kabinett Hrojsman ab.

## Weiteres
Semerak ist Mitautor des Buches „Das ABC der ukrainischen Politik“. Er ist mit der 1974 geborenen Ärztin Orysja Wolodymyriwna verheiratet und Vater eines Sohnes und einer Tochter. Zu seinen Hobbys zählen ukrainische musikalische Kunst, Autos und Sport.